# Goniodes lagopi
Goniodes lagopi är en insektsart som först beskrevs av Carl von Linné 1758.  Goniodes lagopi ingår i släktet medusalöss, och familjen Goniodidae. Arten är reproducerande i Sverige.